# انسو بوگرینسیک
اِنسو بوگرینسیک (اسپانیایی: Enzo Vogrincic‎؛ ‏ اسپانیایی آمریکای لاتین: [ˈenso βoɣɾinˈsik]؛ ‏ زادهٔ ۲۲ مارس ۱۹۹۳) بازیگر اسلوونیایی‌‌تبار اهل اروگوئه است. وی در سال ۲۰۲۴ برندهٔ جایزهٔ پلاتینوی بهترین بازیگر مرد شد.
از فیلم‌هایی که وی در آن نقش داشته است، می‌توان به شبی دوازده‌ساله، انجمن برف اشاره کرد.